# Teodor z Mopsuestii
Teodor z Mopsuestii (t. Teodor z Antiochii, 350–428) – biskup Mopsuestii, wczesnochrześcijański teolog, przedstawiciel antiocheńskiej szkoły teologicznej.

## Życiorys
Teodor urodził się w Antiochii Syryjskiej, gdzie odebrał staranne wykształcenie i poznał między innymi Jana Chryzostoma. Mając osiemnaście lat wstąpił do akademii teologicznej prowadzonej koło Antiochii przez Diodora z Tarsu. Już wtedy rozpoczął twórczość teologiczną. Wkrótce przeżył kryzys powołania do celibatu, chciał porzucić życie mnisze i ożenić się z kobietą o imieniu Hermiona. Jan Chryzostom napisał do niego dwa żarliwe listy, w których przypomniał mu o ewangelicznym pierwszeństwie bezżenności wobec małżeństwa. Teodor dał się przekonać Janowi i powrócił do życia mniszego. Między 383 a 386 rokiem został wyświęcony na księdza, po czym zaczął zwalczać w swych pismach rozpowszechnione podówczas doktryny – orygenizm, arianizm, eunomianizm, apolinaryzm i inne. Następnie przeniósł się do Tarsu, a w 392 roku został biskupem Mopsuestii, którym pozostał do końca życia. U schyłku życia pozostawał pod niejakim wpływem pelagianizmu, jednak wraz z innymi uczestnikami potępił tę doktrynę na synodzie w Cylicji. Do końca życia pozostawał w poważaniu współczesnych, zmarł w łączności z Kościołem katolickim.

## Nauczanie
Niedługo po śmierci Teodora z Mopsuestii jego poglądy teologiczne zaczęli przywoływać na poparcie swoich nauk przedstawiciele nestorianizmu i pelagianizmu, co wywołało reakcję teologów Szkoły Aleksandryjskiej, zwłaszcza biskupa Rabulasa z Edessy i patriarchy Aleksandrii Cyryla. W wyniku sporu wywołanego około sto lat później, ich następcy doprowadzili do potępienia niektórych wypowiedzi Teodora z Mopsuestii przez Sobór konstantynopolitański II w 553 roku w ramach sporu o trzy rozdziały.

## Chrystologia Teodora a nestorianizm
Można czasem spotkać się z twierdzeniami jakoby Teodor był nestorianinem, co należy uznać za anachronizm – trudno doszukiwać się nestorian przez Nestoriuszem. Teodor był natomiast uczniem Diodora z Tarsu. Chrystologia Teodora wprowadzała jednak pewne niuanse, w stosunku do nauczania Diodora. Biskup Mopsuestii odżegnywał się od stwierdzeń mistrza o istnieniu dwóch synów w Chrystusie, jednoznacznie wyrażając się o jedności Chrystusa. Oto kilka wybranych cytatów z jego dzieł.

Jedność osoby nie niweczy różnicy natur (...) Nie ma ani pomieszania natur, ani niegodziwego podziału osób. Zachowujmy zatem charakter natur bez mieszania ich i wiedzmy, że osoba nie jest podzielona. (...) Wiedzcie, jakie zjednoczenie mogło istnieć w Chrystusie, mimo różnicy natur. (...) Należy mieć świadomość tego zjednoczenia, które nigdy nie doznaje podziału. Zatem jest tak, że ani różnica natur nie unicestwia doskonałego zjednoczenia, ani doskonałe zjednoczenie nie niszczy różnicy natur.

Mimo drobnych różnic w naukach swego mistrza, poglądy Teodora u podstaw były wyraźnie pochodną doktryny biskupa Tarsu. Dualistyczna chrystologia Teodora zakładała, że jedność natur ma swe źródło w woli Bożej - ujęcie, które później na Soborze efeskim zostało potępione w liście Soboru do papieża, ułożonym przez Cyryla Aleksandryjskiego. W Homilii katechetycznej nauczał:

Jeden jest Syn, ze względu na całkowite zjednoczenie natur, dokonane przez wolę Boga... Pisma Święte mówią odmiennie o naturach, nauczając o jednej osobie (prosopon), ze względu na pełne zjednoczenie, które miało miejsce.

Marię uznawał za Matkę Boga jedynie w sposób metaforyczny:

Była matką człowieka (anthropotokos), ponieważ to człowiek był w łonie Marii i człowiek wyszedł z niego. Matką Boga (Theotokos), ponieważ Bóg był w człowieku, którego ona zrodziła.... Szaleństwem jest mówić, że Bóg narodził się z Dziewicy... ten, który narodził się z Marii był człowiekiem.

Z pewnością wpływ na to ujęcie miał fakt, że za życia Teodora terminologia nie była jeszcze doprecyzowana. Katolicki ogląd na zjednoczenie dwóch natur w Chrystusie w ramach unii hipostatycznej precyzyjnie sformułowano dopiero w wyniku rozstrzygnięcia - pod wpływem teologii Szkoły Aleksandryjskiej – kontrowersji wywołanych przez poglądy nestorian, jak i monofizytów.
Podczas Soboru w Efezie (431), który zebrał się dla oceny poglądów Nestoriusza, ani Teodor, ani jego mistrz Diodor nie zostali wspomniani. Z pewnością jednak w poglądach Teodora z Mopsuestii, należy szukać źródeł nauk Nestoriusza.
Teodor do dziś jest czczony jako święty przez Asyryjski Kościół Wschodu.

### Teologia Teodora a pelagianizm
Teodorowi przypisuje się też, świadome lub nie, zapoczątkowanie nurtu pelagiańskiego w teologii. Napisał, zaginiony dziś, traktat przeciw grzechowi pierworodnemu. Zachowane fragmenty opublikował H. B. Swete. Focjusz w swym dziele Biblioteka, kod. 177, podaje następujący tytuł tego dzieła: Traktat Teodora Antiocheńczyka O twierdzących, że ludzie upadają z powodu natury a nie umysłu.
Mariusz Merkator pisał w ok. 418 roku, że Pelagiusz przejął swoje poglądy od Rufina pochodzącego z Syrii, ten zaś od Teodora i jego bezpośredniego otoczenia.
Ukuto powiedzenie, że Chrystus antiocheński jest odpowiednim zbawicielem dla człowieka pelagiańskiego. Gdyż Chrystus, jeśli doprowadzić ujęcie Szkoły Antiocheńskiej do skrajności, w swej naturze ludzkiej będąc po prostu człowiekiem, ze swoją ludzką osobowością i ego - staje się zwycięzcą w zmaganiach moralnych, który pokonał rozpalone ataki pożądania w trakcie kuszenia na pustyni (por. Łk 4,1-13) i dał wszystkim następnym pokoleniom naukę, jak silna jest ludzka wola. Taki Chrystus odpowiada wizji usprawiedliwienia propagowanej w pelagianizmie.

## Nauczanie Teodora a Magisterium
Magisterium miało pewną trudność z określeniem ortodoksji Teodora i jego uczniów. Sobór chalcedoński (451), który był Czwartym Soborem Powszechnym, oczyścił z zarzutów jego uczniów biskupów Teodoreta z Cyru i Ibasa z Edessy. Z kolei Szósty Sobór Powszechny Konstantynopolitański II niektóre twierdzenia Teodora oraz tych dwóch jego uczniów, zebrane razem w ramach tzw. Trzech Dzieł, potępił. Poglądy innego ucznia Teodora, patriarchy Nestoriusza zostały potępione już na Trzecim Soborze Powszechnym - soborze efeskim. Faktem jest też, że od VI wieku nauczanie Teodora, opracowane przez Babaja Wielkiego, stanowiły podstawę doktryny Kościoła Wschodu, a Teodor z Mopsuestii do dziś pozostaje jego doktorem i świętym.

## Dzieła
Teodor pozostawił ogromny dorobek piśmienniczy. Wśród jego dzieł były komentarze do tekstów świętych. Jako teolog rozwinął metodę krytycznej egzegezy tekstów biblijnych. Pisał rozprawy teologiczne, z których najsłynniejsza to 15-tomowa De incarnatione (O Wcieleniu). Głosił też homilie katechetyczne do katechumenów, kazania, pisał listy. Jego pisarski dorobek jednak w dużej części zaginął.

## Wydania krytyczne
Są dostępne następujące wydania krytyczne
- O wcieleniu (De Incarnatione : Überlieferung und Christologie der griechischen und lateinischen Fragmente einschliesslich Textausgabe). von Till Jansen (wydawca). Berlin: De Gruyter, 2009. Brak numerów stron w książce; PG t. 66.
- Komentarz do Ewangelii Jana (Commentarius in evangelium Iohannis Apostoli). J. Vosté OP (wyd.). Louvain: 1940. Brak numerów stron w książce
- Homilie katechetyczne (Les homelies catechetiques). R. Tonneau, R. Devreessee (wyd. i kom.). Citta del Vaticano: Biblioteca Apostolica Vaticana, 1949. Brak numerów stron w książce Zostały wygłoszone i spisane w języku syryjskim do katechumenów. Dotyczą Modlitwy Pańskiej oraz sakramentów Eucharystii i chrztu. Pierwszego wydania syryjsko-angielskiego dokonał A. Minagna w 1933 r.: Commentary of Theodore of Mopsuestia on the Lord's Prayer and on the Sacraments of Baptism and Eucharist, Woodbroke Std.6, Cambridge, Wlk. Brytania[15].
- Theodori Mopsuesteni Expositionis in Psalmos Iuliano Aeclanensi interprete in latinum versae quae supersunt. Lucas De Coninck, Maria Josepha D'Hont (wydawcy). Turnhout: 1977, seria: CCL 88A. Brak numerów stron w książce

## Przekłady na język polski
- Homilie katechetyczne, przeł. ks. Szczepan Pieszczoch, ks. M. Bednarz, w: Pieszczoch Szczepan ks., Patrologia, t.2: Ojcowie mówią, Gniezno 1994, s.132-133.
- Katecheza XI o Modlitwie Pańskiej, przeł. W. Kania, w: Modlitwa Pańska. Komentarze greckich Ojców Kościoła IV-V w., redakcja K. Bielawski, Tyniec - Kraków 1995, s.141-155. Wydawnictwo Benedyktynów.
- Katecheza o Modlitwie Pańskiej, w: Ojcze nasz w katechezie starożytnej, przeł. z języka włoskiego R. Szmydki, wstęp i biografie F. Drączkowski, Lublin 1995, Kerygma, s.115-124. U źródeł katechumatu t.3.
- Tak się módlcie, przeł. W. Kania, Tarnów 1991. Głos tradycji t.22